# Серафим (Соболев)
Архиепи́скоп Серафи́м (в миру Никола́й Бори́сович Со́болев; 1 декабря 1881, Рязань — 26 февраля 1950, София) — епископ Русской православной церкви. В 1920—1945 годы состоял в Русской православной церкви заграницей. В эмиграции стал идеологом русского православного монархизма, автор книги «Русская идеология».
Канонизирован 3 февраля 2016 года Архиерейским собором Русской православной церкви в лике святителей. Память — 13/26 февраля.

## Биография и взгляды
Родился в городе Рязани 1 декабря (по старому стилю) 1881 года в семье мещанина Бориса Матвеевича Соболева и его жены Марии Николаевны.
В 1894 году Николай Соболев был принят во второй класс Рязанского духовного училища, затем окончил Рязанскую духовную семинарию и в 1904 году поступил в Санкт-Петербургскую духовную академию.
26 января 1908 года на последнем курсе духовной академии епископом Ямбургским Сергием (Тихомировым) был пострижен в монашество с именем Серафим в честь Серафима Саровского.
3/16 февраля 1908 года был рукоположён епископом Сергием (Тихомировым) в иеродиакона, а 18/31 марта — в сан иеромонаха.
16 сентября 1908 года учёный совет академии по итогом защиты диссертации «Учение о смирении по Добротолюбию» постановил удостоить иеромонаха Серафима учёной степени кандидата богословия с правом получения степени магистра без новых устных испытаний. Профессор Александр Бронзов в рецензии отметил глубокое изучение автором святоотеческого наследия и подчеркнул, что работа выходит за рамки кандидатской диссертации.
В 1908 году иеромонах Серафим начал преподавательскую деятельность в Пастырском богословском училище в Житомире, открытом архиепископом Антонием (Храповицким), затем был переведён смотрителем Калужского духовного училища.
В 1911 году определён на должность инспектора Костромской семинарии.
22 декабря 1912 года назначен ректором Воронежской духовной семинарии с возведением в сан архимандрита. Ситуация в духовных семинариях того времени была сложной, и Воронежская семинария не была исключением: воспитанники даже совершили покушение на ректора и инспектора семинарии, а 1912 год был отмечен настоящим бунтом семинаристов. Архиепископ Волынский Антоний (Храповицкий) в связи с новым назначением отца Серафима написал ему: «Вы назначены в наибезнадёжнейшую и бунтарскую семинарию».
1 мая 1917 года заявил Воронежскому епархиальному собранию об отказе от редактирования «Воронежских епархиальных ведомостей» и 17 июня передал дела новой редакции.
На юге России архимандрит Серафим вошёл в подчинение Временного высшего церковного управления (ВВЦУ). Короткое время возглавлял Таврическую духовную семинарию.
Его хиротонию в Симферополе 1 октября (ст. ст.) 1920 года возглавил митрополит Киевский Антоний (Храповицкий), впоследствии председатель Архиерейского синода. 14 ноября на комендантском пароходе «Херсонес» вместе с комендантом Севастополя генералом Николаем Стоговым эмигрировал в Константинополь. Весной 1921 года переехал в Болгарию.
В апреле 1921 года назначен епископом Богучарским, викарием Воронежской епархии.
18/31 августа 1921 года определением Высшего русского церковного управления заграницей епископу Серафиму было поручено управление русскими православными общинами в Болгарии. Летом того же года стал во главе Болгарского благочиния русских приходов; настоятель бывшего русского посольского храма в Софии. Продолжал именоваться «Лубенским» до принятия специального о его титуле определения Архиерейским синодом 18 (31) декабря 1929 года — «О переименовании Преосвященного Серафима, Епископа Лубенского, во Епископа Богучарского» — по его рапорту: сведения о его перемещении на викарную кафедру Воронежской епархии (Богучар) патриархом Тихоном поступили в Архиерейский синод только в 1928 году («экземпляр списка иерархов Российской Православной Церкви»).
Его имени не было в числе восьми иерархов РПЦЗ, подвергнутых прещениям указом заместителя патриаршего местоблюстителя митрополита Сергия и при нём патриаршего Священного синода «О Карловацкой группе» от 22 июня 1934 года № 50; в 1930-х годах поддерживал сношения с митрополитом Литовским Елевферием (Богоявленским) и архиепископом Вениамином (Федченковым), пребывавшими в юрисдикции Московского патриархата.
В 1934 году председателем Архиерейского синода митрополитом Антонием (Храповицким) возведён в сан архиепископа.
В 1935 году дал детальную богословскую оценку «имябожнического» учения (имяславия) в своей работе против софиологии Владимира Соловьёва, Сергия Булгакова и Павла Флоренского.
В августе 1938 года, на II Всезарубежном церковном соборе в Сремских Карловцах, представил доклад об экуменическом движении, в котором обосновывал недопустимость участия в нём Православной церкви.
В труде «Русская идеология» (1939) отстаивал необходимость для России монархического правления, осуждал секулярные преобразования Петра и его последователей, восхвалял линию патриарха Никона, призывал к «восстановлению в будущей России истинного самодержавия на основе симфонии властей», призывал «неуклонно осуждать безбожие и всякие отклонения от православной веры», а также принять закон, который бы сурово — вплоть до смертной казни карал за пропаганду атеизма и кощунство.
В статье «О новом и старом стиле» указывал на противоречие григорианского календаря Церковному уставу и сложившейся богослужебной традиции.
В 1943 году отказался участвовать в «Архиерейском совещании иерархов Православной русской церкви заграницей» в Вене 21—26 октября 1943 года, которое проходило под покровительством властей Третьего рейха; содействовал преодолению схизмы Болгарской церкви (снята в феврале 1945 года).
2 марта 1945 года архиепископ Серафим направил письмо патриарху Алексию I, в котором поздравлял его с избранием предстоятелем Русской православной церкви. 15 апреля 1945 года архиепископ Серафим обратился к патриарху с просьбой о принятии в Московский патриархат.
В докладе в Совет по делам РПЦ (конец апреля 1945 года) главы делегации Московской патриархии, посетившей Болгарскую церковь, архиепископа Псковского Григория (Чукова), на основе которого была подготовлена докладная записка Иосифу Сталину, давалась следующая характеристика Серафиму: «<…> человек аполитичный, безусловно духовный, но очень „узкий“ и политически довольно тупой, пользующийся, однако, большим уважением прихода».
30 октября 1945 года был принят вместе с семью русскими приходами в Болгарии в юрисдикцию Московского патриархата.
В 1946 году принял советское гражданство; в конце декабря того же года правительство СССР передало в его ведение бывшую посольскую церковь Николая Чудотворца в Софии.
В июле — августе 1948 года находился в Москве, куда был приглашён для участия в Совещании глав и представителей автокефальных Православных церквей. Это было сделано для нейтрализации экуменически настроенного экзарха Стефана (Шокова).
Скончался 26 февраля 1950 года в Софии. На отпевание пришли все синодальные архиереи Болгарской церкви, сонм епископов, архимандритов и священников. Погребён в крипте под алтарём Никольского храма.

## Почитание и канонизация

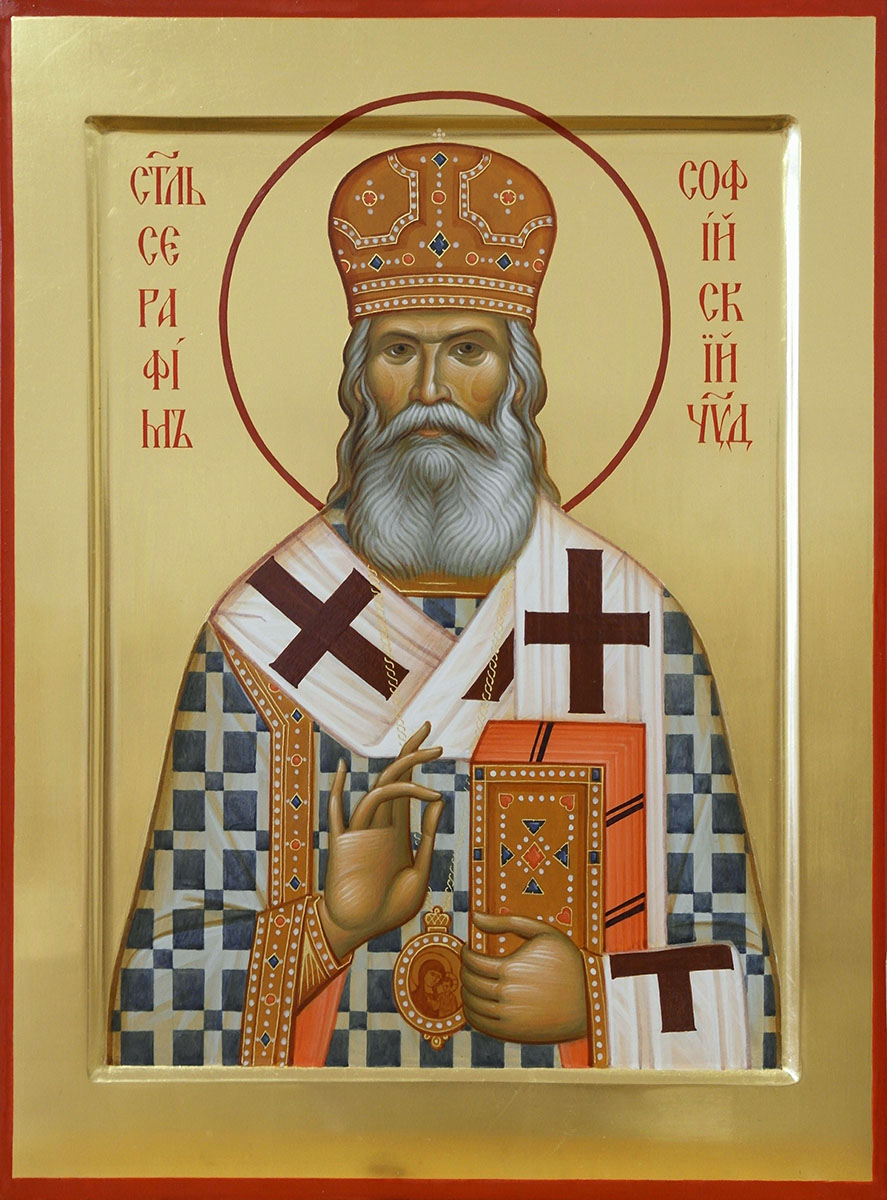

Ещё при жизни считался старцем и прозорливцем. В Болгарской православной церкви неоднократно поднимался вопрос о его канонизации.
В феврале 2002 года был канонизирован неканонической Старостильной православной церковью Болгарии; канонизация была фактически признана руководством РПЦЗ, с которой Болгарская старостильная церковь в то время находилась в евхаристическом общении.
Большую работу по подготовке канонизации архиепископа Серафима провёл назначенный в 2011 году настоятелем Русского подворья в Софии архимандрит Филипп (Васильцев). В августе 2013 года на официальных сайтах Русской и Болгарской православных церквей появилась сообщение о сборе свидетельств о благодатной помощи архиепископа Серафима (Соболева) для передачи в Синодальную комиссию по канонизации святых.
В феврале 2015 года в Софии прошли памятные мероприятия, посвящённые 65-летию со дня преставления архиепископа Серафима (Соболева). На премьере фильма «Архиепископ Серафим, Софийский чудотворец» архимандрит Филипп (Васильцев) отметил: «Мы надеемся, что наши торжества станут малым вкладом в дело канонизации архиепископа Серафима». Идею канонизировать архиепископа Серафима поддержал патриарх Болгарский Неофит.
3—4 декабря 2015 года состоялись заседания совместной комиссии Русской и Болгарской православных церквей, которая рекомендовала канонизировать архиепископа Серафима.
24 декабря 2015 года Священный синод Русской православной церкви постановил «вынести вопрос о канонизации архиепископа Богучарского Серафима (Соболева) на рассмотрение Архиерейского Собора Русской Православной Церкви».
Вопрос о прославлении в лике святых архиепископа Богучарского Серафима (Соболева) был рассмотрен 3 февраля 2016 года на пятом пленарном заседании Архиерейского собора в храме Христа Спасителя. В заседании приняла участие делегация Болгарской православной церкви, в состав которой вошли митрополит Варненский и Великопреславский Иоанн (Иванов), епископ Знепольский Арсений (Лазаров), архимандрит Феоктист (Димитров). С докладами, посвящёнными жизненном подвигу и почитанию святителя, выступили сопредседатели Совместной комиссии Русской и Болгарской православных церквей по вопросу канонизации архиепископа Серафима — митрополит Волоколамский Иларион (Алфеев) и митрополит Варненский и Великопреславский Иоанн (Иванов). О необходимости прославления архиепископа Серафима в лике святых в своих выступлениях говорили патриарх Кирилл, митрополит Восточно-Американский и Нью-Йоркский Иларион (Капрал), митрополит Рижский и всея Латвии Александр (Кудряшов), митрополит Воронежский и Лискинский Сергий (Фомин), митрополит Рязанский и Михайловский Марк (Головков), архимандрит Филипп (Васильцев).
Члены Собора единогласно проголосовали за канонизацию архиепископа Серафима, много лет почитаемого как в Болгарии, так и в России. Затем митрополит Волоколамский Иларион огласил Деяние Освященного Архиерейского собора о прославлении в лике святителей архиепископа Богучарского Серафима. Члены Собора пропели величание новопрославленному святому.
26 февраля 2020 года в Софии в квартале «Надежда» епископ Белоградчишкий Поликарп (Петров) возглавил закладку храма святого Серафима, Софийского Чудотворца.

## Взгляды
По своим политическим убеждениям был монархистом. В своём труде «Русская идеология» (1939), он отстраивает принцип симфонии, где царская власть почитала бы священство и действовала бы в согласии с властью церковной. В качестве примера такой симфонии он рассматривает Россию до начала реформ Петра I. Симфония, согласно архиепископу Серафиму, служила залогом процветания России. Пётр же, идеалом которого был западноевропейский абсолютизм, попрал в правах Церковь и разрушил симфонию, что по мнению архиепископа Серафима, стало причиной гибели России и спустя два века и привело к агрессивному безбожию. Абсолютизм архиепископ Серафим отвергал, подчёркивая, что Император должен действовать в строгом соответствии с учением Церкви.
Кроме того архиепископ Серафим выступил и против возникших в эмигрантском богословии учений — теории искупления митрополита Антония (Храповицкого) и учения о Софии протоиерея Сергия Булгакова.
По мнению историка Андрея Кострюкова «он отстаивал старый календарь, выступал против экуменического движения. Однако излишнюю строгость святителю попросту приписали в 1990-е годы. На почве борьбы с имевшимися тогда нарушениями и крайностями в отношении инославия владыка Серафим был поднят как знамя, причём некоторые группировки даже попытались посмертно представить его идеологом „зилотских“ течений, например, в Болгарии и Румынии. Отсюда и пошло мнение об архиепископе Серафиме как о непримиримом обскуранте. На самом деле это совершенно не так, стоит почитать его труды, письма, воспоминания о нём. Да, это был великий апологет православия, но до фанатизма он никогда не доходил».

## Труды
- Новое учение о Софии, Премудрости Божией, магистерская диссертация, София, 1935
- Защита софианской ереси прот. С. Булгаковым перед лицом Архиерейского собора, София, 1937
- «Акафист преподобному и богоносному отцу нашему Иоанну, пустынножителю Рыльскому, чудотворцу» (на церковнославянском языке), 1938
- Русская идеология. София 1939 (репринт: Джорданвилл, 1981)
- Объ истинномъ монархическомъ міросозерцаніи. Софія: [Б. и.], 1941. 126 с. (2). 1000 экз.
- Искаженіе православной истины въ русской богословской мысли. Софія: [Б. и.], 1943. 349 с. 500 экз.
- «Надо ли Русской Православной Церкви участвовать в экуменическом движении?» // Деяния Совещания Глав и Представителей автокефальных Православных Церквей. — М.: Издательство Московской Патриархии, Т. II, 364—368.
- «О новом и старом стиле», 1948
- «Отступление русского народа от православной веры», Православная Русь, 1978, № 23, 2-4
- Святитель Серафим Соболев. Жизнеописание и сочинения. — St. Herman of Alaska Brotherhood Press. — 1992.